# اسکله باسعیدو
اسکله باسعیدو (قشم) واقع در  روستای باسعیدو در
بخش شهاب از توابع شهرستان قشم و از نقاط دیدنی استان هرمزگان در جنوب ایران است.
«اسکلهٔ باسعیدو قشم» که تاریخ بنای آن به دوران سلطنت ساسانیان بر می‌گردد، در آخرین مرز باختری جزیره قشم و در ۱۴۴ کیلومتری شهر قشم قرار دارد. در ۲ کیلومتری مرز شمال غربی آن، زمین صاف و خالی از سکنه‌ای وجود دارد. در کناره شمالی این زمین، اسکله‌ای رو به شمال بنا شده‌است. این اسکله از دوران ساسانی است و در دوره‌های بعد نیز از آن استفاده شده‌است. اسکله از سنگ‌های بزرگ رودخانه‌ای «قلوه سنگ و ملات گچ زنده» ساخته شده‌است. در دوره مغول نیز از چنین سنگ‌ها و ملاتی استفاده می‌شده اما در بناهای مغول، قلوه سنگ‌های کوچک‌تری به کار می‌رفته‌است. درازای اسکله، در هنگام مد، ۵۳ متر و در زمان جزر حدود ۷۰ متر است. پهنای نخستین اسکله، بین ۳–۴ متر که در مد تنها ۱٫۵ متر آن پیداست. در اواخر دوره تیموری و اوایل صفوی، این اسلکه تعمیر شده و دو رویه خاوری و باختری آن را با دو دیوار به کلفتی ۲ متر و با سنگ‌های رودخانه‌ای تراشیده شده، روسازی و سپ سبا ساروج بندکشی کرده‌اند، به همین دلیل پهنای اسکله به ۶ متر رسیده‌است. این گونه تعمیر و روسازی، در دژهای تیموری لافت و آرامگاه پیر خضر، در بندرعباس نیز انجام شده‌است.